# Bartomeu Grases
Guillem Grases i Alujes (Tarragona, 13 d'agost de 1901 - Barcelona, 8 de setembre de 1941)va ser un actor de teatre català.
Era fill de Bartomeu Grases i Cañellas i Tecla Alujas i Marti ambdós de Tarragona.
A l'inici de la seva carrera, responia per Bartomeu Grases. Va estar casat amb la també actriu Esperança Ortiz.

## Trajectòria professional
- 1921, 7 d'octubre. El jardinet de l'amor, original de Josep Maria de Sagarra. Estrenada al teatre Romea de Barcelona (en el paper de Daniel.)
- 1922, 24 d'octubre. El matrimoni secret, original de Josep Maria de Sagarra. Estrenada al teatre Romea de Barcelona (en el paper de Miquel.)
- 1923, 20 de maig. Cançó d'una nit d'estiu, original de Josep Maria de Sagarra. Estrenada al teatre Romea de Barcelona (en el paper d'El Lladre.)
- 1923, 10 d'octubre. Les veus de la terra, original de Josep Maria de Sagarra. Estrenada al teatre Romea de Barcelona (en el paper de Miquel.)